# Посёлок Бирской МТС
Посёлок Бирской МТС (баш. ) — посёлок, вошедший в черту города Бирск.

## География
Находился в низовье реки Белой, в пределах Прибельской увалисто-волнистой равнины, в зоне Северной лесостепи, возле села Пономарёвка.

## История
Основано как посёлок при Бирской машинно-тракторной станции примерно в 1931—1932 годах. В Башкирии строительство МТС высокими темпами началось после принятия Постановления бюро Башкирского обкома ВКП(б) 17 сентября 1930 года, в том же было организовано 14 МТС. В 1931 году действовало 17, а через год — 40 МТС. При них в 1930-х были заложены обустроенные посёлки МТС, ставшие сёлами: Загородный в Стерлитамакском, Родниковка в Миякинском, Садовый в Хайбуллинском, Первомайский в Стерлибашевском районах, а также посёлок Худайбердинской МТС, 29.09.1960 вошедший в черту села Юмагузино.

## Население
В 1939 учтено 2337 человек (учтено с селом Калмазы).

## Известные у жители
Николай Зиновьевич Ломодуров (1909 - 1976), Герой Социалистического Труда, с 1931-го, по окончании курсов трактористов, по 1933 годы работал трактористом в Бирской МТС.

## Инфраструктура
Бирская МТС.
Действовал колхозный театр.
Выходила в 1935 году газета Ударник, орган парткома и рабочкома при Бирской МТС.